# Murénafélék
A murénafélék (Muraenidae) a csontos halak (Osteichthyes) főosztályának sugarasúszójú halak (Actinopterygii) osztályába, azon belül az angolnaalakúak (Anguilliformes) rendjébe tartozó család.
A családba 2 alcsalád, 15 nem és 200 faj tartozik.
A felső és a köztiállkapocs, s általában az állkapcsok messzemenő visszafejlődése és átalakulása, továbbá többnyire a mellúszó hiánya különbözteti meg az angolnaalakúak többi családjától. Testük teljesen csupasz és többnyire élénken színezett, szabálytalan foltokkal és sávokkal díszítve. A legtöbb fajnak erős kampós fogai vannak. Ügyes és erős ragadozóhalak, amelyek 3 méterre is megnőnek. Leginkább a melegvízű tengerekben élnek, különösen a korallzátonyokat kedvelik.

## Rendszerezés
A családba az alábbi 2 alcsalád, 15 nem és 200 faj tartozik:
- Muraeninae - 10 nem és 164 faj tartozik.
  - Echidna J. R. Forster, 1788 – 11 faj
  - Enchelycore J. R. Forster, 1788 – 13 faj
  - Enchelynassa (Kaup, 1855) – 1 faj
  - Gymnomuraena (Lacepède, 1803) – 1 faj
  - Gymnothorax (Bloch, 1795) – 124 faj
  - Monopenchelys (Böhlke & McCosker, 1982) – 1 faj
  - Muraena Linnaeus, 1758 – 10 faj
  - Pseudechidna (Bleeker, 1863) – 1 faj
  - Rhinomuraena (Garman, 1888) – 1 faj
  - Strophidon (McClelland, 1844) – 1 faj
- Uropterygiinae - 5 nem és 36 faj tartozik
  - Anarchias Bloch, 1795 – 11 faj
  - Channomuraena (Richardson, 1848) – 2 faj
  - Cirrimaxilla (Chen & Shao, 1995) – 1 faj
  - Scuticaria (Jordan & (Snyder, 1901) – 2 faj
  - Uropterygius Bloch, 1795 – 20 faj

## Képek

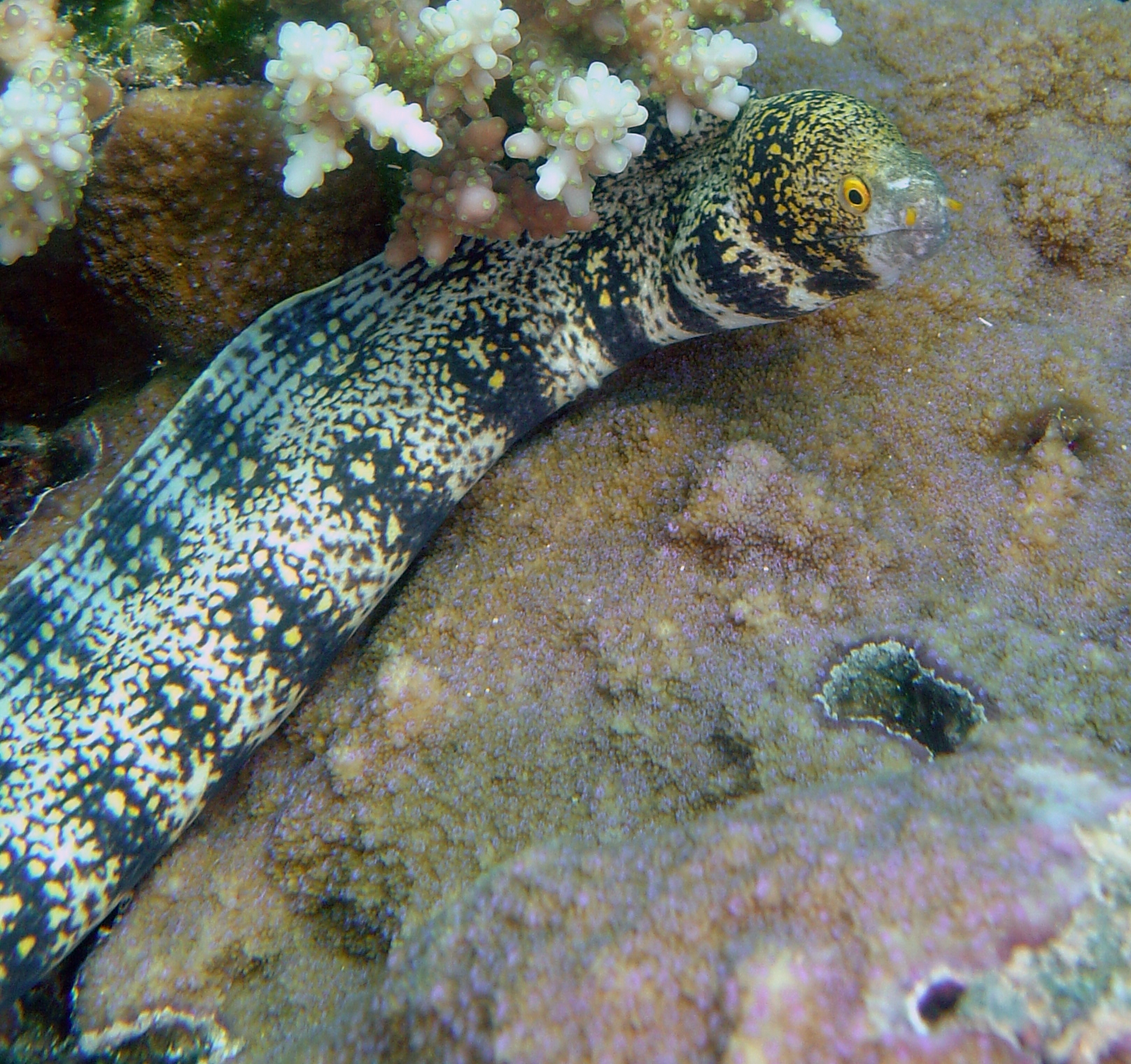
Echidna nebulosa
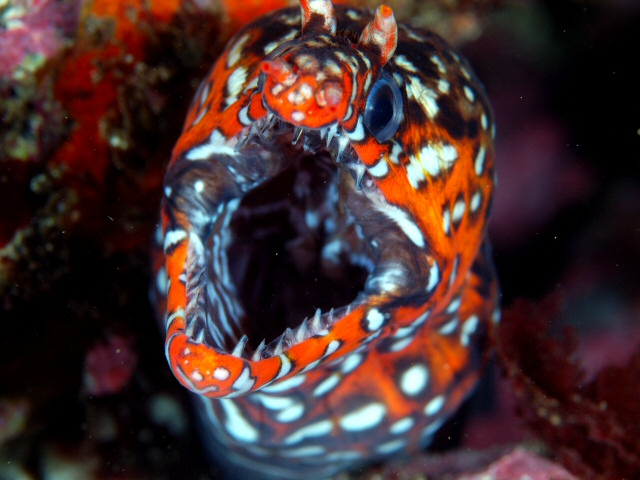
Enchelycore pardalis
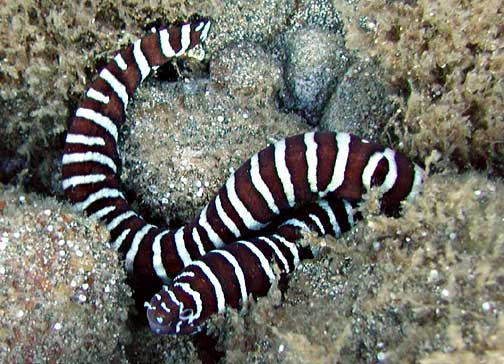
Gymnomuraena zebra
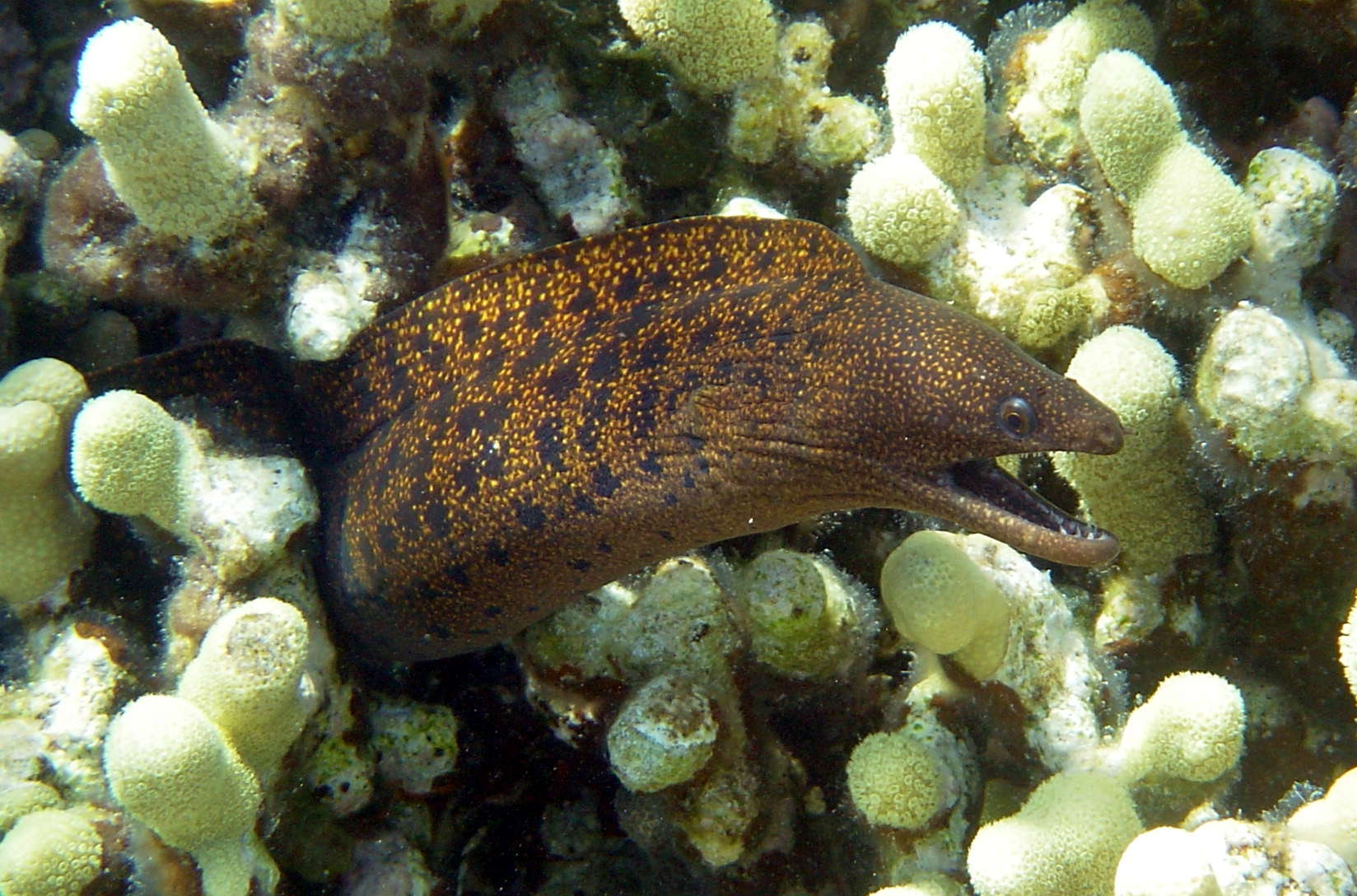
Gymnothorax eurostus
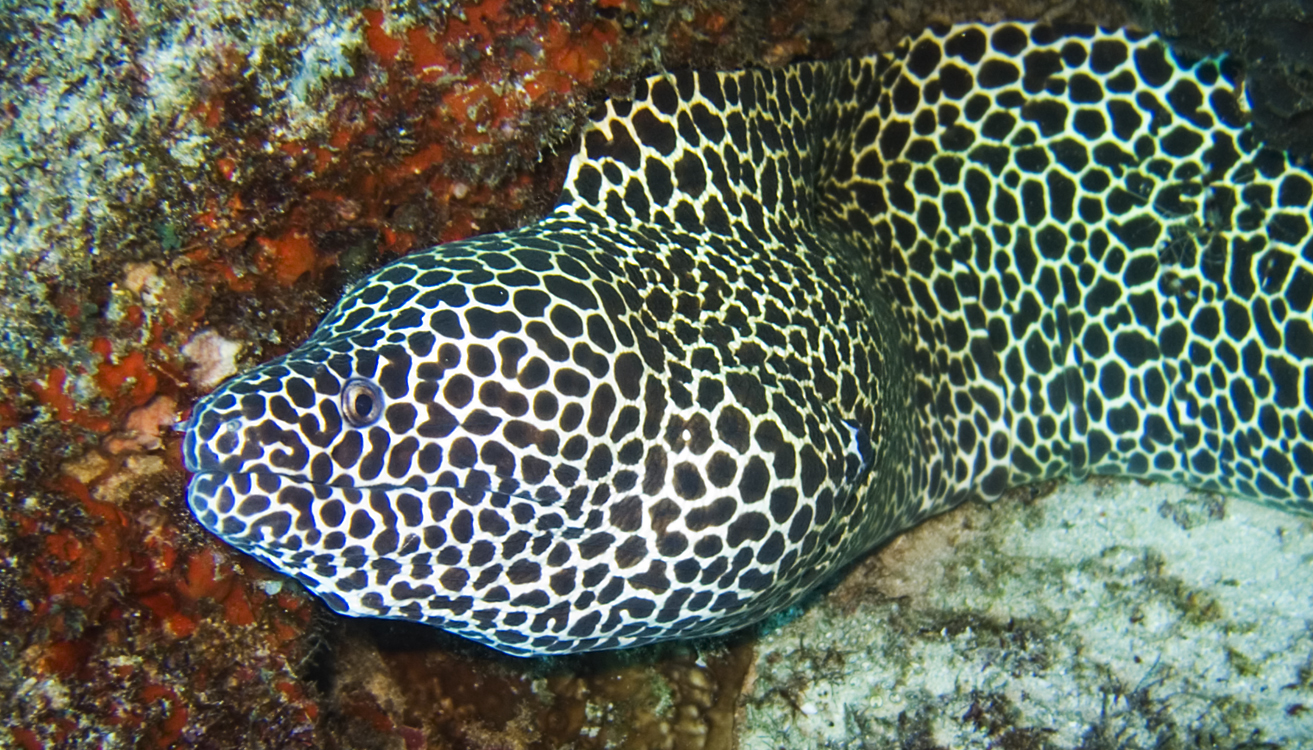
Gymnothorax favagineus
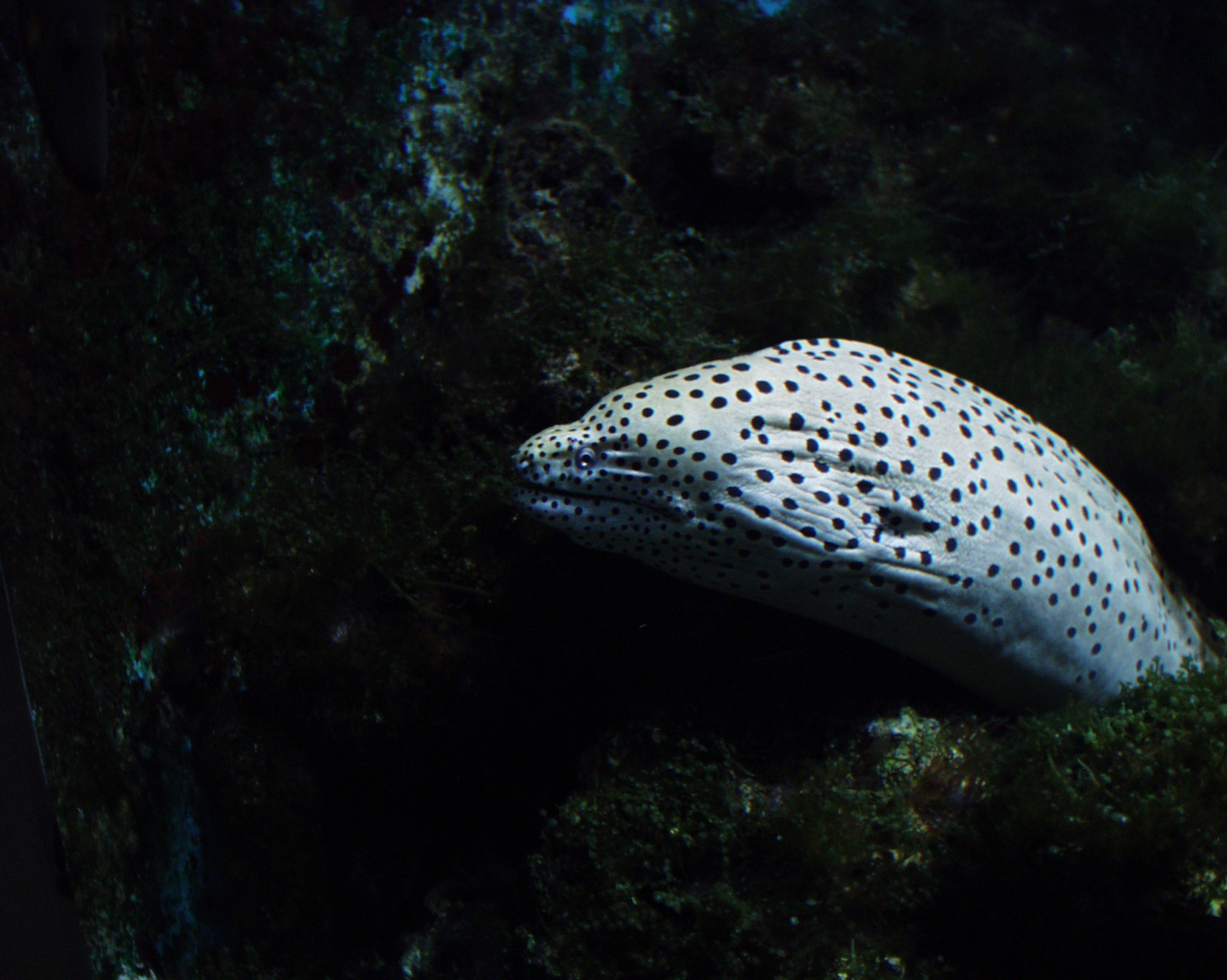
Gymnothorax isingteena
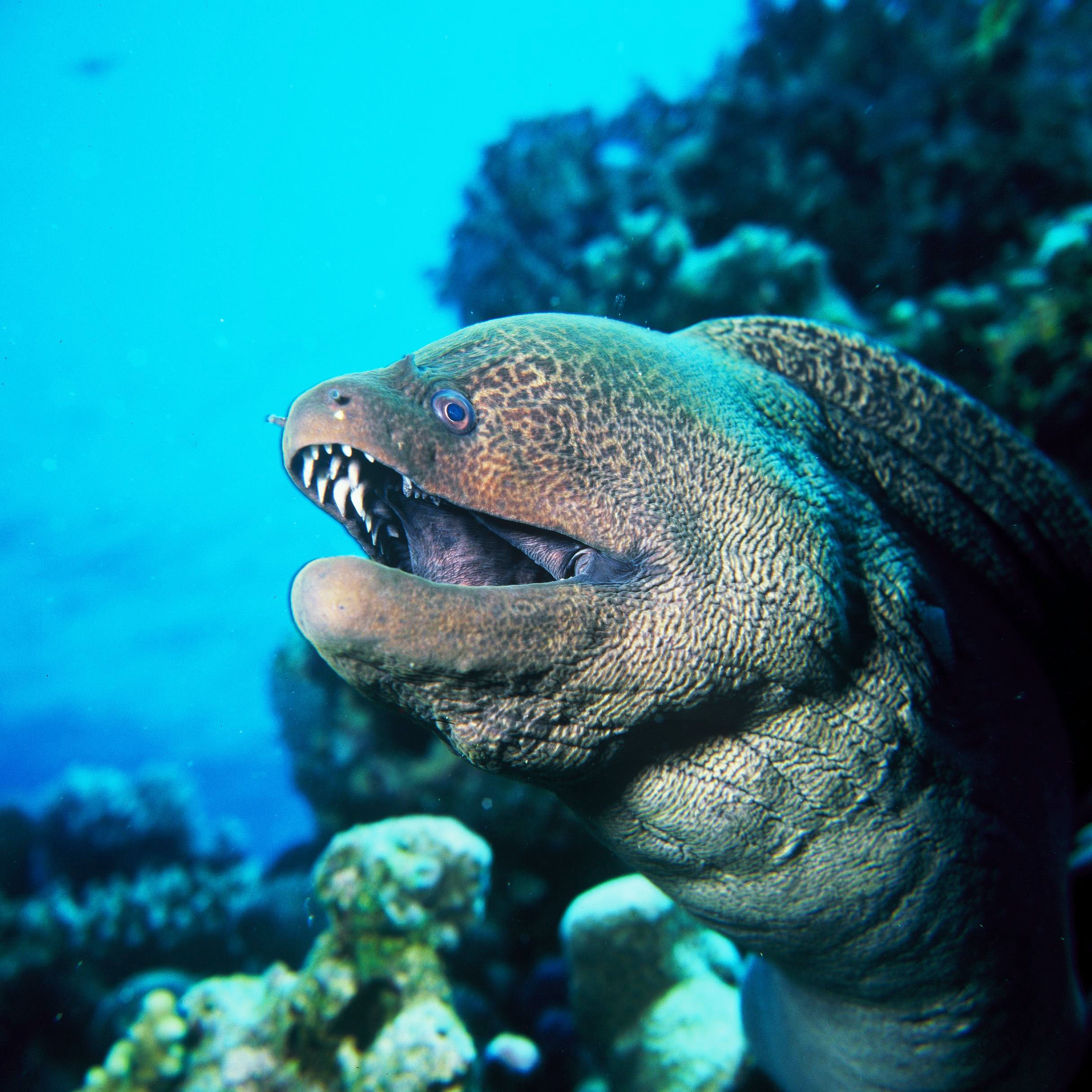
jávai szirti muréna (Gymnothorax javanicus)
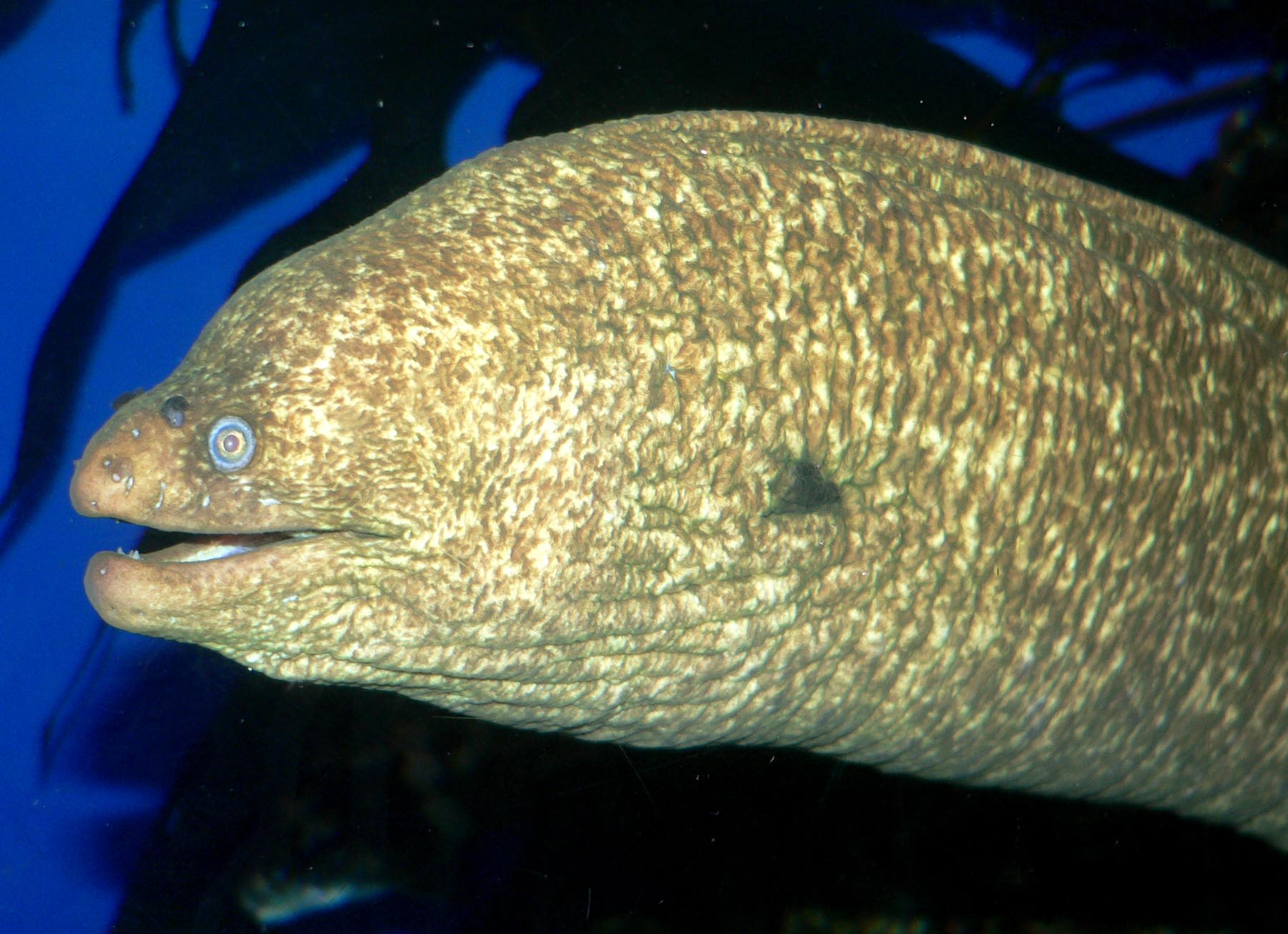
Gymnothorax mordax
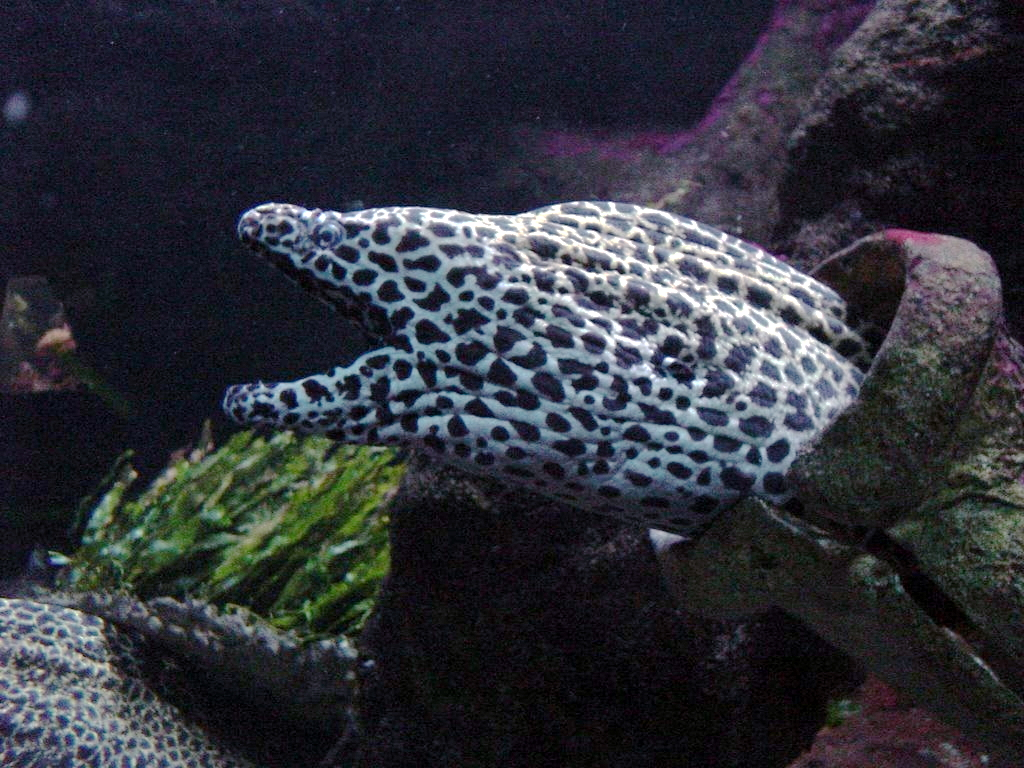
Gymnothorax moringa
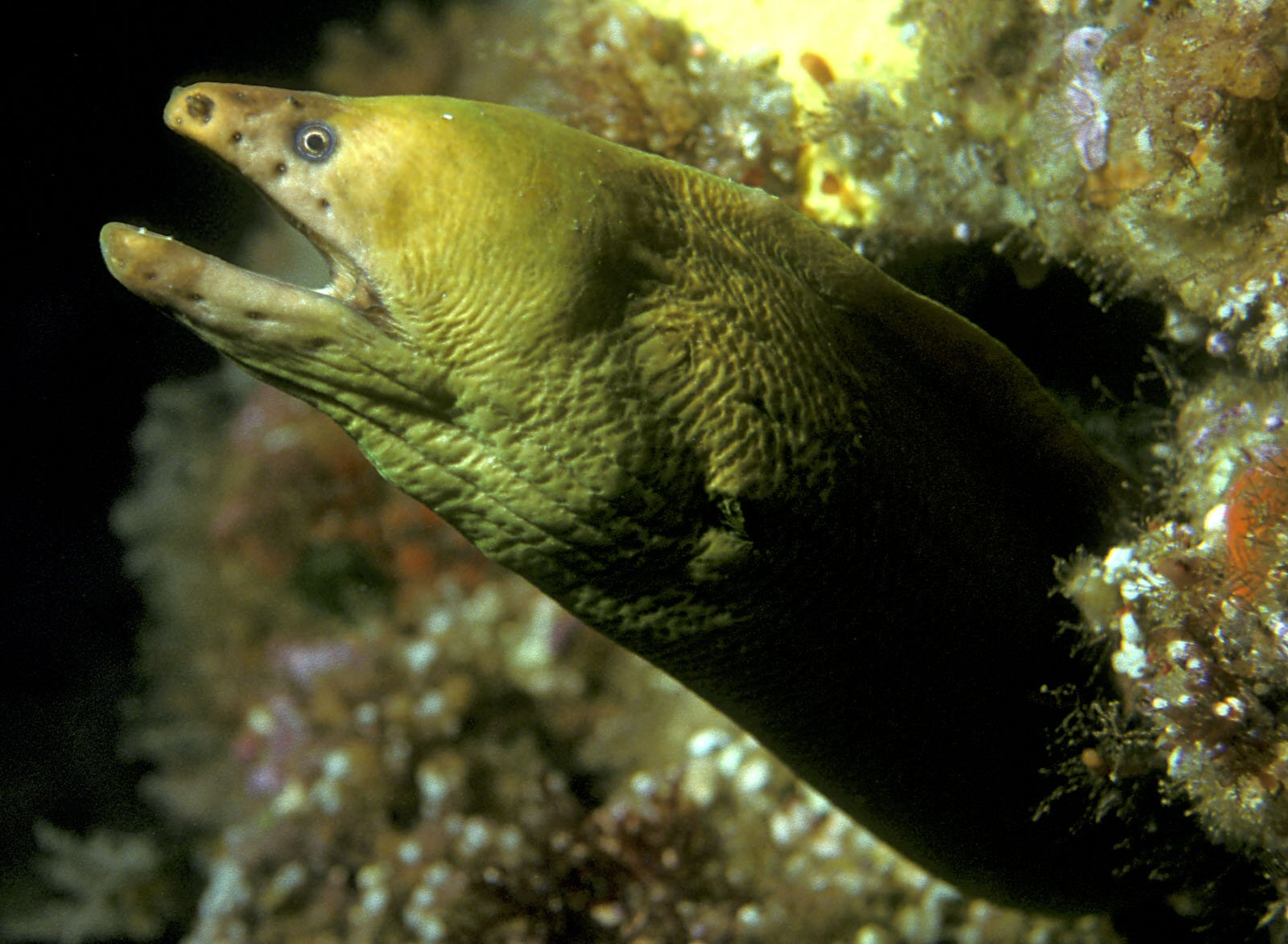
Gymnothorax prasinus
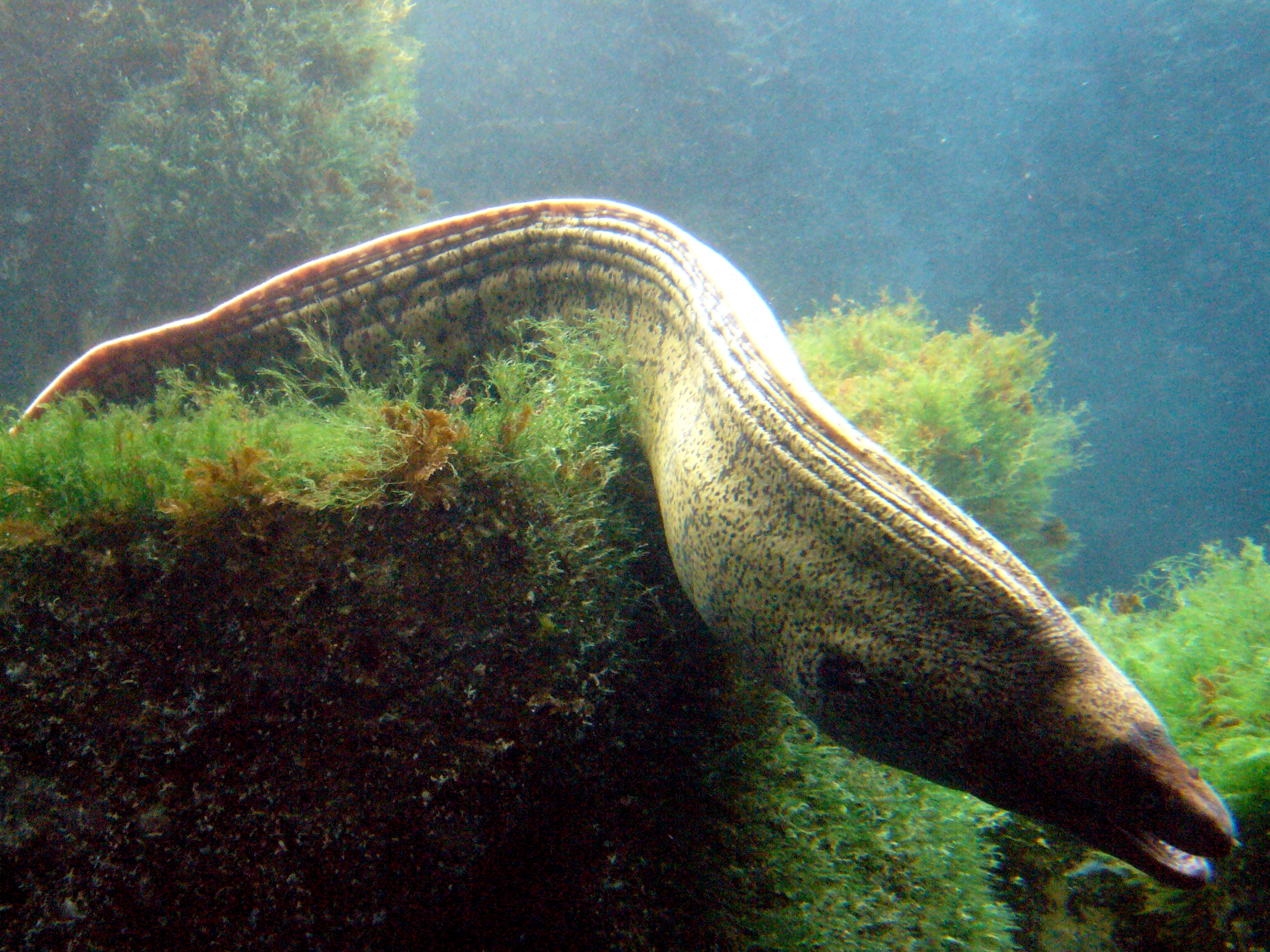
közönséges muréna (Muraena helena)
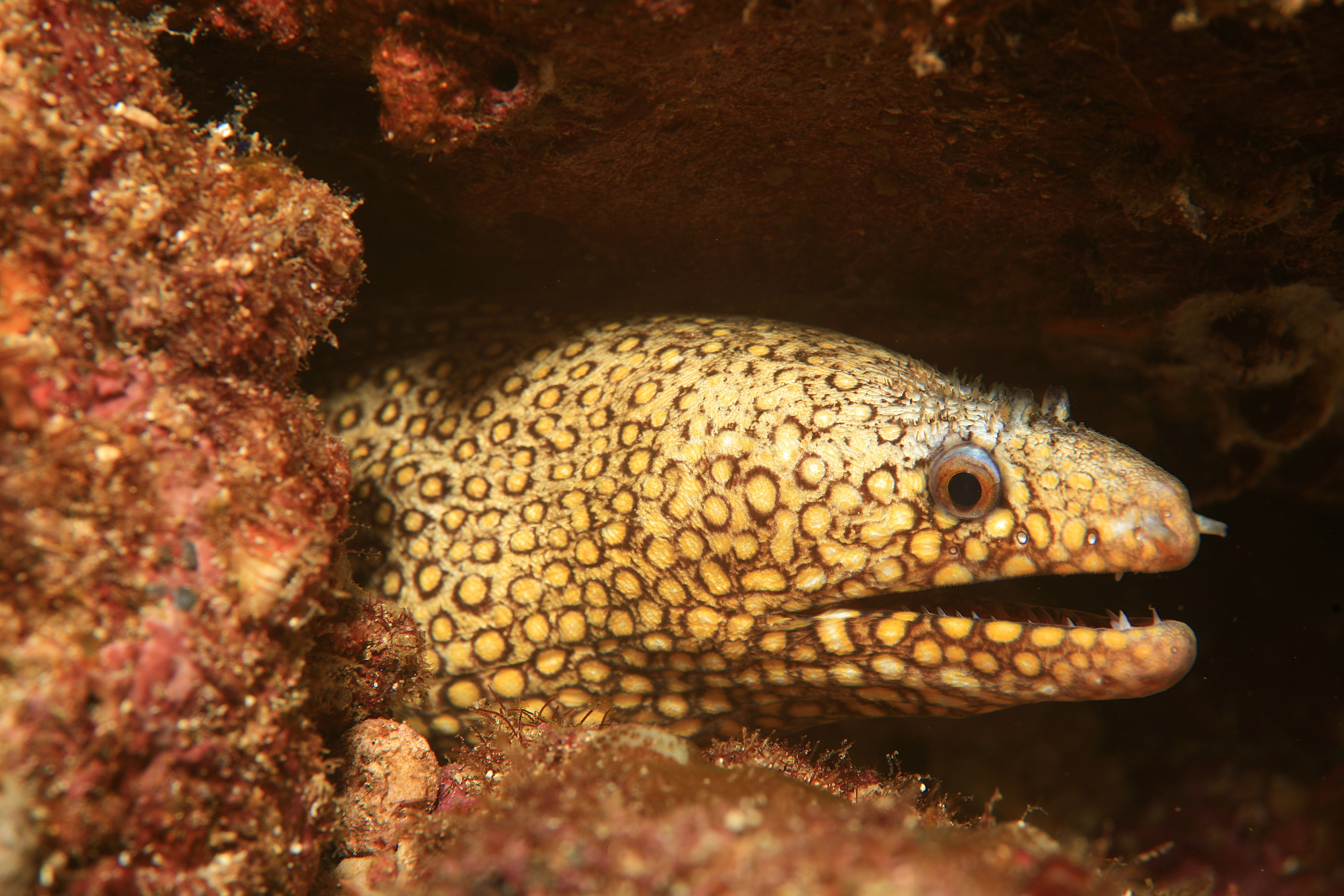
Muraena lentiginosa